# Південнобережне шосе
Південнобережне шосе — неофіційна назва кількох доріг в Україні на території АР Крим та Севастополя. В проміжку Виноградний — Ялта є частиною маршруту М18 (який в свою чергу збігається з частиною європейського маршруту E105 (Кіркенес — Санкт-Петербург — Москва — Харків — Ялта)). А також нею проходить повністю Н19. Шлях пролягає Південним берегом Криму. Є найпівденнішим та найживописнішим шосе України, що проходить через населені пункти. На всій протяжності в багатьох місцях звідси видно Кримські гори та Чорне море.

## Маршрут
Відстань: приблизно 100  км.

### Автономна Республіка Крим
- Виноградний (село біля Алушти)
- Гурзуф
- Масандра
- Ялта
- Лівадія
- Алупка
- Кореїз
- Сімеїз
- Форос

### Севастополь
- Балаклава